# Margot Fonteyn
Margot Fonteyn (Reigate, Engleska, 18. svibnja 1919. – Panama City, 21. veljače 1991.) - engleska primabalerina asoluta, vjerojatno najbolja engleska balerina svih vremena i jedna od najcjenjenijih baletnih umjetnica svoga doba (u sredini 20. stoljeća) u svijetu.

## Životopis
Rođena je kao Margaret Evelyn Hookham, poznata i kao Peggy Hookham. Otac joj je bio Englez. Baka po majci je bila Irkinja, a djed Brazilac i prezivao se Fontes. Kasnije će, odmah na početku karijere, odlučiti da se publici predstavi kao Margot Fonteyn (transformacija prezimena majčinog oca). Po povratku obitelji u Englesku, majka nju i brata upisuje na satove baleta, kako bi popravili držanje. Imala je vrhunske profesorice kao što su: Olga Preobraženskaja i Matilda Kšesinskaja. Njezina karijera trajala je vrlo dugo - posljednji put poklonila se publici u svojim ranim '70.-tim.
Već u prvim godinama karijere, osvojila je uloge Giselle, Odete/Odilije, i možda najvažniju u karijeri - ulogu princeze Aurore. Ovom ulogom će nakon završetka Drugog svjetskog rata otvoriti prvu poslijeratnu sezonu i prvu sezonu Royal baleta u Covent Gardenu, u kome se i danas nalazi. U narednim desetljećima odigrala je mnoge uloge, gostovala na gotovo svim svjetskim pozornicama. Partneri su joj bili: Robert Helpmann, Rudolf Nurejev i drugi.

## Privatni život
Bila je udata za skladatelja Constanta Lamberta, a potom za panamskog diplomata dr. Roberta Ariasa, koji je bio povrijeđen u atentatu 1964. i nakon toga do kraja života bio nepokretan.
U njenoj 35. godini života, 1954. godine, engleska kruna odlikovala ju je titulom Dame.